# Charles Domery
Charles Domery, también conocido como Charles Domerz (Benche, República de las Dos Naciones; h. 1778-después de 1800), fue un soldado polaco conocido sobre todo por tener un apetito inusual, que lo llevó a devorar gatos, ratas, además de que en una ocasión intentó comerse una extremidad humana.
Mientras estuvo alistado en el ejército de Prusia que se enfrentaba a Francia en la guerra de la Primera Coalición, Domery notó que las raciones de alimentos para los prusianos eran insuficientes, así que desertó para incorporarse al Ejército Revolucionario Francés a cambio de comida. Si bien estaba saludable, solía tener un hambre voraz durante su permanencia en las filas francesas y comía cualquier alimento que estuviese a su alcance. Cuando las tropas estaban estacionadas cerca de París, existe un testimonio de que Domery llegó a devorar 174 gatos en un año y, aunque no le gustaban los vegetales, podía ingerir de 1,8 a 2,3 kg de césped al día si no hallaba otro tipo de alimento. Inclusive, mientras servía en la fragata francesa Hoche intentó comerse la pierna de un miembro de la tripulación, amputada por un cañonazo, antes de que uno de sus compañeros lo impidiera.
En febrero de 1799, fuerzas británicas capturaron el Hoche y llevaron a su tripulación, incluido Domery, a Liverpool. Ahí, el polaco sorprendió a sus captores con su apetito aparentemente insaciable y, aunque le daban de comer el equivalente a diez raciones normales para un solo prisionero, él aún seguía con hambre. Se sabe que se llegó a comer al gato de la prisión y al menos hasta veinte ratas que entraron a su celda, e incluso algunas velas. El caso de Domery atrajo la atención de The Commissioners for taking Care of Sick and Wounded Seamen and for the Care and Treatment of Prisoners of War ('Comisionados para el cuidado de los marineros enfermos y heridos y para el cuidado y el trato de los prisioneros de guerra'), que era la institución encargada de los servicios médicos de la Marina Real Británica en el siglo XVIII. Esta realizó un experimento para evaluar su capacidad de alimentación. En un solo día, sus empleados le dieron de comer varios kilos de carne cruda de la ubre de una vaca, carne de res cruda, velas de sebo y cuatro botellas de porter, y tras ingerir todo lo anterior, no defecó, orinó o siquiera vomitó.

## Apariencia y comportamiento
Charles Domery (también conocido como Charles Domerz) nació en Benche, Polonia aproximadamente en 1778. Desde la edad de 13 años, Domery tuvo un apetito inusual. Tuvo ocho hermanos, todos ellos con la misma condición de Domery, de acuerdo con sus declaraciones. También mencionó que su padre solía comer mucho y, por lo general, ingería carne medio cocida, aunque era muy joven como para recordar cuánto era lo que digería exactamente. En su familia no eran comunes las enfermedades, aunque Domery recordó que cuando era joven él y sus familiares padecieron de viruela, y se recuperaron tiempo después.
A pesar de que tenía un comportamiento inusual cuando había comida frente a él, los doctores consideraron que no había nada anormal en su organismo, si acaso lo único era una altura relativamente superior a la común en esa época (medía 6 pies y 3 pulgadas, equivalentes a 1,91 metros). Tenía cabello castaño y largo y ojos grises, de piel tersa, y de «buen rostro». Observaron también que Domery no mostraba señales de enfermedad mental y, si bien era analfabeto, sus compañeros de tripulación y los doctores de la prisión que lo evaluaron lo calificaron con una inteligencia normal. A pesar de ingerir notables cantidades de alimentos, nunca llegó a vomitar, excepto cuando comía mucha carne cocida o asada. Tampoco se veían en él síntomas de una salud deteriorada y sus ojos se apreciaban en buen estado al igual que su lengua. Su pulso era regular en 84 pulsaciones por minuto y su temperatura corporal era estable. Sus músculos mostraban una formación normal, aunque se concluyó que eran más débiles de lo normal, aun cuando en su estancia en el ejército hubo caminado 14 leguas (aproximadamente 25 millas o 42 km) en un solo día, sin haber mostrado indicios de sentirse enfermo.
Otra observación médica era que, inmediatamente después de irse a la cama, por lo general a las 8:00 p. m., comenzaba a sudar profusamente. Después de una o dos horas en que permanecía despierto y sudoroso, volvía a dormirse para levantarse de nuevo a la 1:00 a. m., aproximadamente, con un hambre extrema, a pesar de que había comido justo antes de irse a la cama. En ese instante comía cualquier cosa que tuviese enfrente y, en caso de que no hubiera nada que ingerir, fumaba tabaco. Alrededor de las 2:00 a. m., volvía a dormir y se despertaba una vez más a las 5:00 y 6:00 a. m., sudando en grandes cantidades. Tan pronto como salía de la cama, el sudor se detenía hasta que volvía a comer.

## Servicio militar
Domery se enroló en el ejército de Prusia a los 13 años de edad y formaba parte de las tropas que sitiaron Thionville, durante la guerra de la Primera Coalición. Para Domery era inaceptable que el ejército prusiano tuviera escasez de raciones, así que, inmediatamente después de su arribo a Thionville, se rindió ante el comandante francés de la zona, que lo recompensó con un melón voluminoso, el cual Domery se lo comió al instante, con cáscara y todo. Esto ocurrió de forma idéntica con una amplia variedad de alimentos que le proporcionó el general francés.
Poco después, el polaco ingresó en las filas del Ejército Revolucionario Francés, donde impresionó a sus nuevos colegas con su inusual apetito. Tuvo ración doble y compraba más comida con la soldada del ejército, pero aun así seguía hambriento; mientras estuvo en un campamento de las tropas francesas, cerca de París, devoró a 174 gatos en un solo año, dejando solamente sus pieles y huesos, e ingería diariamente de 1,8 a 2,3 kg de césped cuando no tenía nada para comer.
Prefería la carne cruda en vez de la cocida y su platillo favorito era el hígado crudo de buey. Aun así, comía cualquier tipo de carne que le dieran. Mientras estaba de servicio a bordo del navío de línea francés Hoche, un cañonazo amputó la pierna de un marino, y Domery tomó la extremidad dañada y comenzó a comérsela. Domery no detuvo su afán canibalesco hasta que un miembro de la tripulación le quitó por la fuerza la pierna para tirarla al mar. Hay que añadir que las descripciones sobre los hábitos alimenticios de Domery antes de su captura por los británicos provienen principalmente de un testimonio, obtenido durante el interrogatorio a los marinos del Hoche, por lo que no puede verificarse con certeza. No obstante, dado el posterior comportamiento del polaco en el campamento del ejército, los doctores que evaluaron a Domery consideraron que tales testimonios eran fidedignos.

## Captura

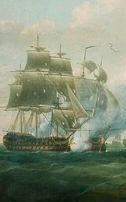
El navío de línea Hoche, en el cual Domery fue capturado por los británicos.

En octubre de 1798, una escuadra de la Marina Real Británica, encabezada por Sir John Borlase Warren, capturó el Hoche frente a la costa de Irlanda, y los tripulantes fueron hechos prisioneros, entre ellos Domery, y llevados a un campamento a modo de prisión, cerca de Liverpool, llamado Borough Gaol. Los guardias británicos de ahí se sorprendieron ante el apetito de Domery y accedieron a darle raciones dobles. No obstante, esto era insuficiente para saciar su hambre, por lo que incrementaron sus raciones hasta llegar a ingerir, por día, lo equivalente a las raciones de diez hombres. En ese tiempo, las raciones para los prisioneros eran pagadas por la nación en cuyo ejército hubiesen servido estos. La ración típica para un prisionero de guerra francés consistía en 740 g de pan, 230 g de legumbres y ya fueran 57 g de mantequilla o 170 g de queso.
El hambre de Domery parecía insaciable; se tiene registro de que, en alguna ocasión, se comió al gato de la prisión y, como mínimo, 20 ratas que entraron a su celda. También se tomó los medicamentos de aquellos prisioneros que rehusaban ingerirlos, sin sufrir reacciones adversas a causa de ello. Igualmente, llegó a comerse las velas de la cárcel y, cuando se le acababa la cerveza, optaba por tomar abundante agua para pasar sus alimentos.

## Pruebas experimentales
El comandante de la prisión le informó del inusual prisionero al The Commissioners for taking Care of Sick and Wounded Seamen and for the Care and Treatment of Prisoners of War (Comisionados para el Cuidado de Marinos Enfermos y Heridos y el Cuidado y Tratamiento de Prisioneros de Guerra), organismo encargado de todos los servicios médicos en la Armada Real y de velar por el bienestar de sus prisioneros de guerra. El doctor J. Johnston, integrante de dicha comisión, junto con el doctor Cochrane, miembro del Real Colegio de Médicos de Edimburgo, llevaron a cabo un experimento para evaluar la capacidad de alimentación de Domery, así como su tolerancia a comidas inusuales. A las 4:00 a. m. del día acordado para la prueba, 17 de septiembre de 1799, despertaron al polaco y le dieron de comer 1,8 kg de la ubre cruda de una vaca, la cual ingirió sin vacilar. A las 9:30 a. m., le proporcionaron 2,3 kg de carne de res cruda, doce velas de sebo largas que en total pesaban 453 g y una botella de porter, los cuales devoró en su totalidad. Casi 4 horas después, a la 1:00 p. m., Domery comió otra porción de 2,26 kg de carne de res, 453 g de velas y tres botellas largas de porter. En el transcurso del experimento, no defecó, orinó o siquiera vomitó en ningún instante, su pulso permaneció estable y no mostró cambios en su temperatura corporal. Tras su regreso a su alojamiento a las 6:15 p. m., una vez finalizado el experimento, se lo describió como «particularmente animado»; bailó, fumó su pipa y bebió una botella más de porter.

La ansiedad con la que devora su carne de res, cuando su estómago no está lleno, se parece a la voracidad de un lobo hambriento que arranca la carne y la traga con glotonería canina. Para lubricar su garganta, cuando está seca, ingiere de tres bocados la grasa de las velas, y de uno solo se come también la mecha, la cual envuelve como si fuera una pelota, con cuerda y todo. Si no hay otra opción, es capaz de comer grandes cantidades de patatas o nabos crudos. Pero, en caso de haber alternativa, nunca probaría el pan o las legumbres.
Dr. J. Johnston (Wilson, 1807, p. 29).

La causa del apetito de Domery es desconocida. Si bien existen otros casos documentados de comportamientos similares a los del polaco en esa época, a ninguno de los cuerpos de los individuos se les realizó una autopsia, excepto al también soldado, aunque francés, Tarrare (1772-98). No hay tampoco casos contemporáneos de polifagia tan extrema como la de Domery. Se sabe que el hipertiroidismo puede inducir un extremo apetito y una pérdida rápida de peso, y para Bondeson (2006) este sujeto sufrió posiblemente de una amígdala o de un núcleo ventromedial dañados; en animales, esto último efectivamente puede provocar polifagia.
No existe información sobre lo que ocurrió con Domery después, o con los otros prisioneros del Hoche, tras la conclusión de su prueba experimental, y no se sabe si regresó a Francia o a Polonia, o si continuó en Liverpool. Su caso volvió a ser noticia en 1852 cuando Charles Dickens escribió sobre Domery: «Ahora, en mi opinión, un hombre como este, cenando en un escenario de Drury Lane, atraería más público que un mero actor de tragedias que mastica palabras sin sustancia en vez de carne saludable».